# Стремц (Алба)
Стремц (рум. Stremţ) насеље је у Румунији у округу Алба у општини Стремц. Oпштина се налази на надморској висини од 337 m.

## Историја
Према државном шематизму православног клира Угарске, 1846. године у месту "Диод. сеу Стремц" служили су пароси, поп Јеремија Поповић и поп Томаш Тот. Број православних породица је износио 258.

## Становништво
Према подацима из 2002. године у насељу је живело 2822 становника.

### Попис2002.
| Расподела становништва по националности 2002.‍ | Расподела становништва по националности 2002.‍ | Расподела становништва по националности 2002.‍ | Расподела становништва по националности 2002.‍ | Расподела становништва по националности 2002.‍ |
| --------------------------------------------- | --------------------------------------------- | --------------------------------------------- | --------------------------------------------- | --------------------------------------------- |
|                                               |                                               |                                               |                                               |                                               |
| Румуни                                        | Румуни                                        |                                               | 2.794                                         | 99,1%                                         |
| Мађари                                        | Мађари                                        |                                               | 20                                            | 0,7%                                          |
| Роми                                          | Роми                                          |                                               | 6                                             | 0,2%                                          |

### Хронологија
| Година       | 1992 | 1993 | 1994 | 1995 | 1996 | 1997 | 1998 | 1999 | 2000 | 2001 | 2002 | 2003 | 2004 | 2005 | 2006 | 2007 | 2008 | 2009 | 2010 | 2011 | 2012 | 2013 | 2014 | 2015 | 2016 | 2017 |
| ------------ | ---- | ---- | ---- | ---- | ---- | ---- | ---- | ---- | ---- | ---- | ---- | ---- | ---- | ---- | ---- | ---- | ---- | ---- | ---- | ---- | ---- | ---- | ---- | ---- | ---- | ---- |
| Становништво | 3015 | 2992 | 2960 | 2933 | 2907 | 2863 | 2836 | 2807 | 2819 | 2790 | 2780 | 2776 | 2748 | 2690 | 2638 | 2607 | 2596 | 2576 | 2550 | 2532 | 2534 | 2529 | 2515 | 2480 | 2468 | 2469 |